# Церковь Кирилла (Кирилло-Белозерский монастырь)
Церковь Преподобного Кирилла Белозерского — небольшой придельный храм, примыкающий с запада к Успенскому собору Кирилло-Белозерского монастыря. Ранняя церковь 1585 года была копией церкви равноапостольного великого князя Владимира. Однако в XVIII веке за ветхостью церковь была разобрана и на её месте построена новая в стиле барокко. Она, безусловно, является самым чужеродным элементом всего монастыря. Действующая церковь, открыта для посещения.

## Первая церковь Кирилла
Возведение первой церкви Кирилла связывают с именем Ивана Грозного, точнее с его посланием в Кириллов монастырь, где он высказывает своё возмущение возведением церкви над могилой князя Воротынского, тогда как над могилой преподобного храма ещё нет. Судя по следам на южной стене Успенского собора церковь была копией церкви Владимира, но была немного крупнее и с немного другой ориентацией арок, при этом церковь выдавалась за линию апсид собора. В описи 1773 года фигурирует каменная паперть с западной стороны, имевшая (по переписи 1773 года) деревянное перекрытие-накат. В описи 1773 года обращено особое внимание на плохое состояние храма, многочисленные трещины, что предполагало монастырской братией, если не перестройку церкви, то хотя бы ремонт.

## Вторая церковь Кирилла
К 1782 году старая церковь была разобрана. Начата закладка новых фундаментов. Использовался старый очищенный кирпич. Перестраивалась церковь в 1825 году. Формы храма характерны для эпохи позднего барокко. Церковь профессионально спроектирована и возведена, безусловно, по присланному архитектором чертежу. Выдержаны ордерные формы. Пропорции в целом следует признать удачными. Однако деталировка фасадов довольно груба. Храм в целом, и его алтарная часть в особенности, над которой в высоком восьмерике помещена ризница довольно красив, однако зауряден для того времени. Сейчас у церкви нет небольшого притвора, хотя на фотографиях 1972 года он ещё виден. Убранство внутреннего интерьера церкви не сохранилось. Её резной иконостас был разобран и перенесен в церковь Иоанна Предтечи, где и находится до сих пор. Резной покров раки Кирилла утрачен. Крышка раки находится в Оружейной палате как ценный вклад. Роспись церкви была проведена в конце XIX века.

## Мостовая
Мостовая, ведущая от притвора Успенского собора ко входу в церковь Кирилла, была раскрыта в ходе работ по подготовке к празднованию 600-летия монастыря в 1997 году. Мостовая состоит из могильных плит, снятых с могил и уложенных как обычный камень. Часть надписей читается, часть стёрта, в том числе специально.
Первым обратил внимание на кощунственность использования могильных плит в качестве тротуара историк и археолог Константин Бороздин. В 1809 году он обратился к настоятелю монастыря с просьбой восстановить памятники. В ответ на эту просьбу с могильных плит были частично устранены надписи

## Галерея
- Притвор церкви в 1909 году
- Рака Кирилла в 1909 году, утрачена
- Справа крышка раки Кирилла, Оружейная палата
- Покров раки Кирилла в 1909 году
- Крыша и главка церкви
- Вид на церковь с востока
- Западный фасад
- Западный фасад вместе с горкой